# PlusPlus
PlusPlus (ukr. ПлюсПлюс; dawniej Citi) – ukraiński kanał telewizyjny o charakterze familijnym. Został uruchomiony w 2006 r. jako Citi; od 2012 r. funkcjonuje pod nazwą PlusPlus.